# Hallesches Tor

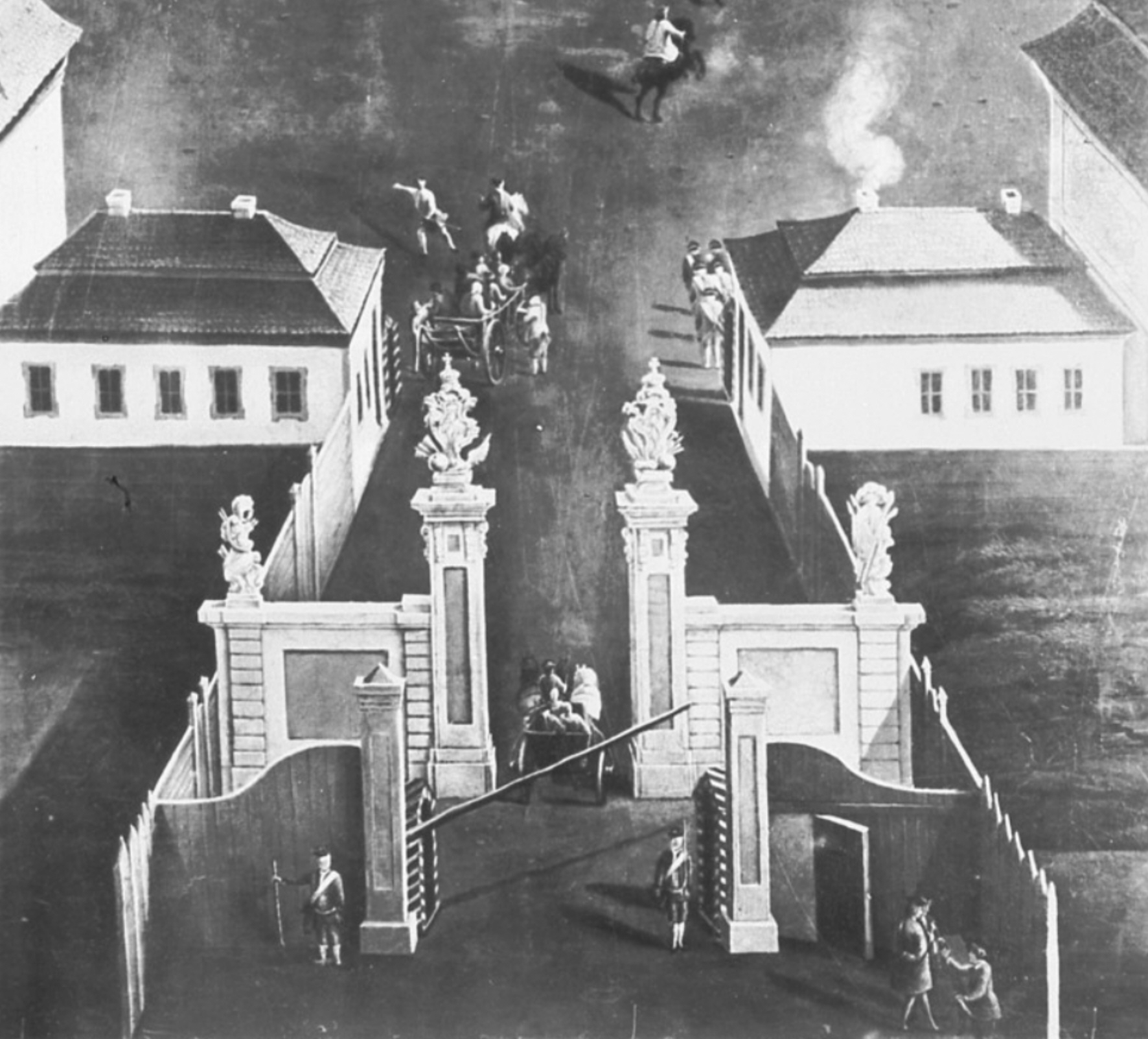
Hallesches Tor in de eerste helft van de 18e eeuw

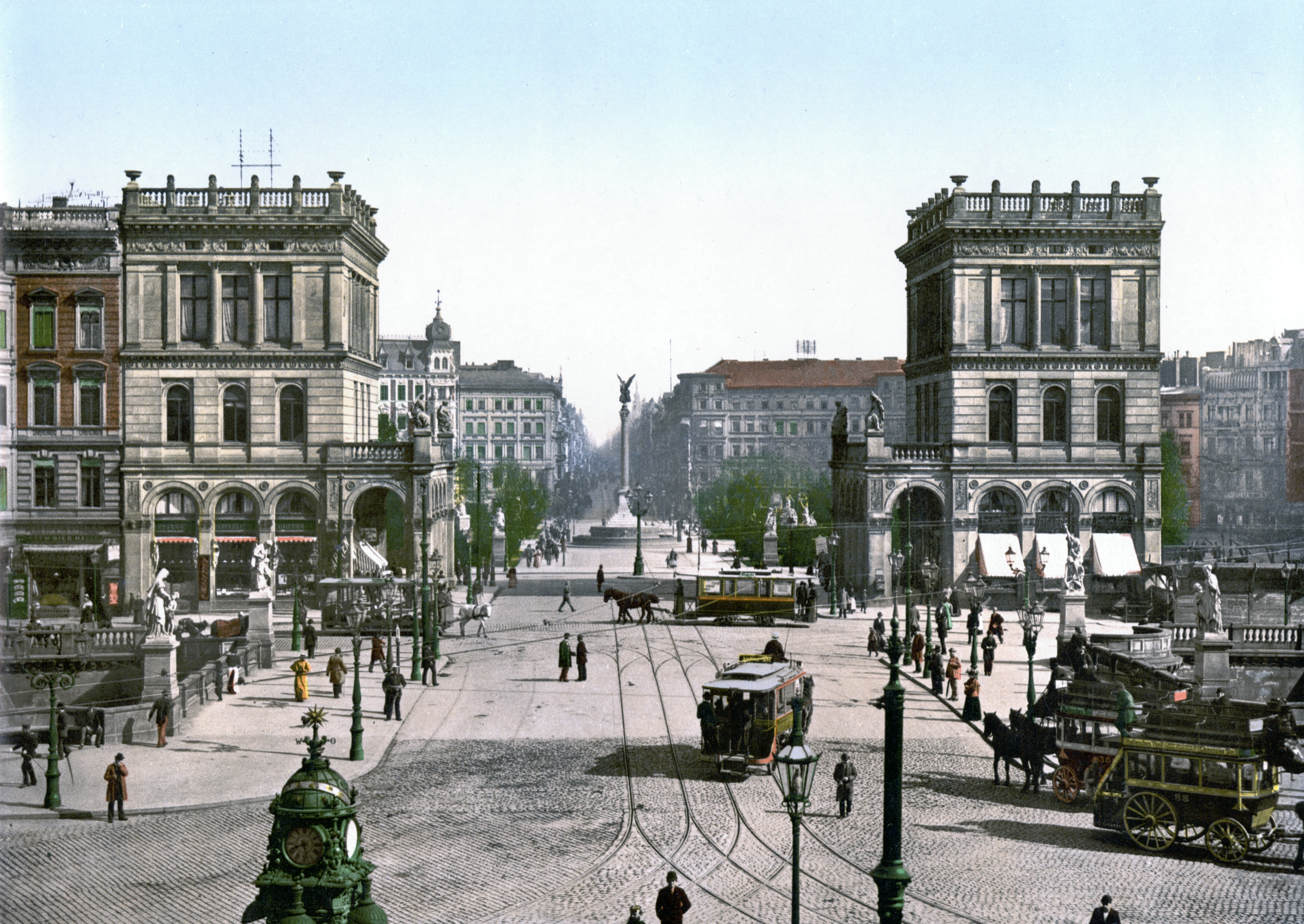
Vlak voor de aanleg van het metrostation, circa 1900

Hallesches Tor (ofwel, met het lidwoord, Das Hallesche Tor) was de vroegere stadspoort in de Berliner Zoll- und Akzisemauer, de tolmuur van Berlijn, die toegang gaf tot de weg naar de stad Halle, zo'n 150 km ten zuidwesten van Berlijn. 

## Tolpoort
De muur, en daarmee ook de poort, werd aangelegd in de jaren 1734-1736 onder het bewind van koning Frederik Willem I van Pruisen. Wie door de poort de stad betrad moest goederenbelasting ('Akzise' of accijns) betalen. 
Aan de binnenkant van de poort was op last van Frederik Willem I een rond plein aangelegd dat het einde van de Friedrichstrasse markeert. Eerst heette het Rondell, van 1815-1947 Belle-Alliance-Platz, en sinds 1947 luidt de naam Mehringplatz. Vóór de poort ligt het Landwehrkanal, dat rond 1850 werd aangelegd, waarbij gebruik werd gemaakt van de oude landweer die de poort beschermde tegen invallen van buiten.  
Buiten de Hallesche Tor werden vanaf de 18e eeuw verschillende kerkhoven aangelegd, bekend als de Friedhöfe vor dem Halleschen Tor. Deze bestaan grotendeels nog; een klein deel ervan heeft moeten wijken voor de Amerika-Gedenkbibliothek (1954).
De Hallesche Tor was in de 18e eeuw de enige zuidelijke poort (van de acht) die door Joden mocht worden betreden. Bij het Jodenedict van 1812, waarbij Joden geaccepteerd werden als Pruisische staatsburgers, werd deze beperking opgeheven. 

## Einde
De tolmuur verdween in 1860, en niet lang daarna werd het poortgebouw zelf afgebroken om plaats te maken voor een representatieve toegang tot de Belle-Alliance-Platz, bestaande uit twee hoge gebouwen in de historiserende stijl van de Gründerzeit gebouwd naar ontwerp van de architect Heinrich Strack (1805-1880). Ook de brug over het Landwehrkanal werd door Strack aangelegd en versierd met vier beeldhouwwerken. De naam van de verdwenen stadspoort ging over naar het station van de metro van Berlijn dat in 1901-1902 dwars voor deze gebouwen werd aangelegd, voluit U-Bahnhof Hallesches Tor. Sinds 1920 behoort Hallesches Tor tot het stadsdeel Kreuzberg. De wijk ('Bezirk') rondom de voormalige stadspoort heette aanvankelijk nog Hallesches Tor.
Een geallieerd bombardement maakte op 3 februari 1945 de gehele omgeving vrijwel met de grond gelijk. Bij de wederopbouw van het gebied werden twee van de vier stadsbeelden die Strack in zijn ontwerp had verwerkt, opnieuw opgericht. 